# Tite Hakizuwera
 (décembre 2021).
 Tite Hakizuwera Ndabagera, né à Kinshasa le 23 mars 1967, est un homme politique de la République démocratique du Congo et député national, élu de la circonscription de Kalehe dans la province du Sud-Kivu,,,.

## Biographie
Tite Hakizuwera Ndabagera est né à Ramwa le 23 mars 1967, élu député national dans la circonscription électorale de Kalehe dans la province du Sud-kivu, il est membre du groupement politique AABC.